# غرو سياهان (سياهو)
غرو سیاهان (بالفارسية: گروسیاهان) هي قرية تقع في إيران في قسم سياهو الريفي.